# Hanjin
Il Gruppo Hanjin è uno dei principali conglomerati (Chaebol) dello stato della Corea del Sud, attivo principalmente nel settore dei trasporti e compagnie aeree agli hotel, al turismo e alle attività aeroportuali, ed è uno dei più grandi chaebol in Corea. Il gruppo include Hanjin Shipping (un tempo la più grande compagnia di spedizioni in Corea prima del suo fallimento) e la compagnia aerea Korean Air, che è stata acquisita dal fondatore Cho Choong-hoon nel 1969.

## Storia
Hanjin è stata fondata nel novembre 1945, cioè poco dopo la fine della seconda guerra mondiale. Inizialmente il suo maggior cliente erano le forze armate statunitensi, in particolare, nel 1956 stipulò un contratto per diventare il trasportatore esclusivo del Eighth United States Army per la Corea, dieci anni dopo il contratto fu rinnovato per il Vietnam. Nel 1969 iniziò a trasportare container e l'anno seguente aprì il suo primo impianto portuale a Pusan.
Nel corso degli anni ha espanso le sue attività prima nel Medio Oriente, e in seguito in tutto il resto del pianeta.
Il 31 agosto 2016, Hanjin Shipping ha presentato istanza di fallimento. I creditori di Hanjin Shipping hanno ritirato il loro sostegno dopo un piano di finanziamento della  capogruppo Hanjin.  mondiale chiude i battenti. Il 17/02/2017 la Suprema Corte di Seul ha dichiarato il fallimento della Hanjin Shipping dopo due settimane di attesa per eventuali appelli o ricorsi, come da prassi.    Di conseguenza accadde che tra le 65 e le 85 navi portacontainer della società furono bloccate al largo dei porti di tutto il mondo, in attesa del permesso per attraccare e scaricare le merci, a causa del fallimento.

## Sussidiarie quotate in borsa
- Korean Air (KRX : 003490)
- Hanjin Shipping (KRX : 000700)
- Hanjin Transportation (KRX : 005430)
- Korea Airport Service Co. (KRX : 005430)

## Altre sussidiarie
- JungSeok Enterprise Co., Ltd
- Hanjin Travel Service Co., Ltd
- Hanjin Transportation Co., Ltd
- Hanjin Information Systems & Telecomunication Co., Ltd
- Total Paasenger Service System Co., Ltd
- Jin Air Co., Ltd
- KAL Hotel Network Co., Ltd
- Air Total Service Co., Ltd
- CyberSky Co., Ltd
- Global Logistics System Korea Co., Ltd
- Homeo Theraphy
- Hanjin SM
- Cyber Logitec Co., Ltd
- Inha University
- Korea Aerospace University
- Inha University Hospital
- Jungseok Education Foundation
- Il Woo Foundation
- Uniconverse Co., Ltd
- Czech Airlines